# Bedřich August z Harrachu
Bedřich August hrabě z Harrachu-Rohrau a Thannhausenu (německy Friedrich August Gervasius Protasius von Harrach zu Rohrau und Thannhausen; 18. června 1696, Vídeň – 4. června 1749, Vídeň) byl český šlechtic, zástupce císaře u říšského sněmu v Řezně, v letech 1741 až 1744 nizozemským místodržitelem a v letech 1745 až 1749 nejvyšším českým kancléřem (posledním v této funkci – Marie Terezie přes odpor jeho a dalších českých šlechticů Českou dvorskou kancelář zrušila, čímž vlastně de fakto zaniklo i soustátí České koruny[zdroj?]).

## Původ
Narodil se z druhého manželství neapolského místokrále Aloise Tomáše z Harrachu (1669–1742) s Marií Annou Cecílií, říšskou hraběnkou z Thannhausenu (1674–1721). Matka byla jedinou dcerou Jana Josefa z Thannhausenu (1650–1684) a Anny Eleonory z Wetzhausenu (1657–1692) a 22. srpna 1695 se provdala za ovdovělého Aloise z Harrachu. Otec se narodil jako čtvrtý syn hraběte Ferdinanda Bonaventury z Harrachu (1636–1706) a jeho manželky, hraběnky Johany Terezy z Lambergu (1639–1716). Měl několik vlastních a nevlastních sourozenců:
- Marie Filipína (1693–1763), provdaná z Thun-Hohensteinu z otcova prvního manželství s Marií Barborou ze Šternberka († 1694/95)
- Marie Anna z Harasova (1698–1758), Karel Josef (1700–1714), Marie Aloisie z Lambergu (1702–1775), František Antonín (1702–1707), Václav Leopold (1703–1734), Jan Arnošt (1705–1739) a Ferdinand Bonaventura II. Antonín (1708–1778)[4]

## Život
Po studiích u strýce hraběte Františka Antonína z Harrachu, knížete-arcibiskupa salcburského, a na univerzitě v Utrechtu se vydal na kavalírskou cestu po Itálii, Lotrinsku a Francii. Poté nastoupil do dvorských a státních služeb, už v roce 1726 se stal císařským vyslancem v Turíně a v roce 1732 vrchním hofmistrem nizozemské místodržitelky arcivévodkyně Marie Alžběty v Bruselu. Zde se mu podařilo ozdravit vládní finance a zreorganizovat výkon státní správy. Za zásluhy mu byl roku 1744 udělen Řád zlatého rouna.
V roce 1745 byl jmenován nejvyšším českým kancléřem. Postavil se do čela stavovské opozice odmítající reformní plány hraběte Bedřicha Viléma Haugwitze na omezení starých stavovských práv. Po propuštění z císařských služeb se uchýlil na své statky, kde krátce nato zemřel.
V roce 1723 zakoupil panství Kunvald (dnes Kunín), kde nechal vystavět dle návrhu architekta Hildebrandta barokní zámeček.

## Potomci
Dne 5. února 1719 se oženil s princeznou Eleonorou Marií z Lichtenštejna (1703–1757), dcerou vládnoucího knížete Antonína Floriána z Lichtenštejna, která mu porodila šestnáct dětí.
- 1. František Antonín (1720–1724)
- 2. Marie Růžena (20. srpna 1721 – 29. srpna 1785), ⚭ 1740 Ferdinand Bonaventura Antonín (11. dubna 1708 – 28. ledna 1778), hrabě z Harrachu na Rohrau a Thannhausenu
- 3. Jan Josef (18. září 1722 – 8. prosince 1746), svobodný a bezdětný
- 4. Arnošt Kvido z Harrachu (8. září 1723 – 23. března 1783)
  - ⚭ 1754 Marie Josefa z Ditrichštejna-Mikulova (2. listopadu 1736 – 21. prosince 1799)
- 5. Marie Anna (2. dubna 1725 – 29. dubna 1780)
  - ⚭ 1745 Mikuláš Sebastián Lodron (17. října 1719 – 30. března 1792)
- 6. Anna Viktorie (29. listopadu 1726 – 6. ledna 1746), svobodná a bezdětná
- 7. Marie Josefa (20. listopadu 1727 – 15. února 1788)
  - 1. ⚭ 1744 Jan Nepomuk z Lichtenštejna (8. července 1724 – 22. prosince 1748), kníže z Lichtenštejna
  - 2. ⚭ 1752 Josef Maria Karel z Lobkovic (8. ledna 1725 – 5. března 1802), kníže z Lobkovic
- 8. Maxmilián Josef (1729–1730)
- 9. Bonaventura Marie (20. března 1731 – 14. února 1794)
- 10. Ignác Ludvík (2. října 1732 – 22. března 1753)
- 11. František Xaver (2. října 1732 – 15. února 1781)
  - ⚭ 1761 hraběnka Marie Rebeka z Hohenembsu (16. dubna 1742 – 19. dubna 1806)
- 12. Jan Leopold (1733–1734)
- 13. Marie Alžběta (1735–1735)
- 14. Ferdinand (4. ledna 1737 – 27. března 1748)
- 15. Jan Nepomuk (1738–1739)
- 16. Marie Kristýna (24. července 1740 – 27. listopadu 1791)